# 332884 Arianagrande
332884 Arianagrande è un asteroide della fascia principale. Scoperto nel 2010, presenta un'orbita caratterizzata da un semiasse maggiore pari a 2,5995689 au e da un'eccentricità di 0,1982841, inclinata di 7,97711° rispetto all'eclittica.
L'asteroide è dedicato alla cantante americana Ariana Grande.